# Castell de Vilamitjana
El Castell de Vilamitjana fou un castell de l'antic terme de Vilamitjana, i actual terme de Tremp, del qual es conserven algunes restes.
En roman només dempeus un mur d'uns 2 metres de llarg, que, tanmateix, tampoc no és segur que pertanyés al castell, un portal i diversos fragments de murs a ran del portal.
Estava emplaçat a la part més alta del turonet on es dreça la vila closa de Vilamitjana, pràcticament damunt i al nord de l'església de Santa Maria.

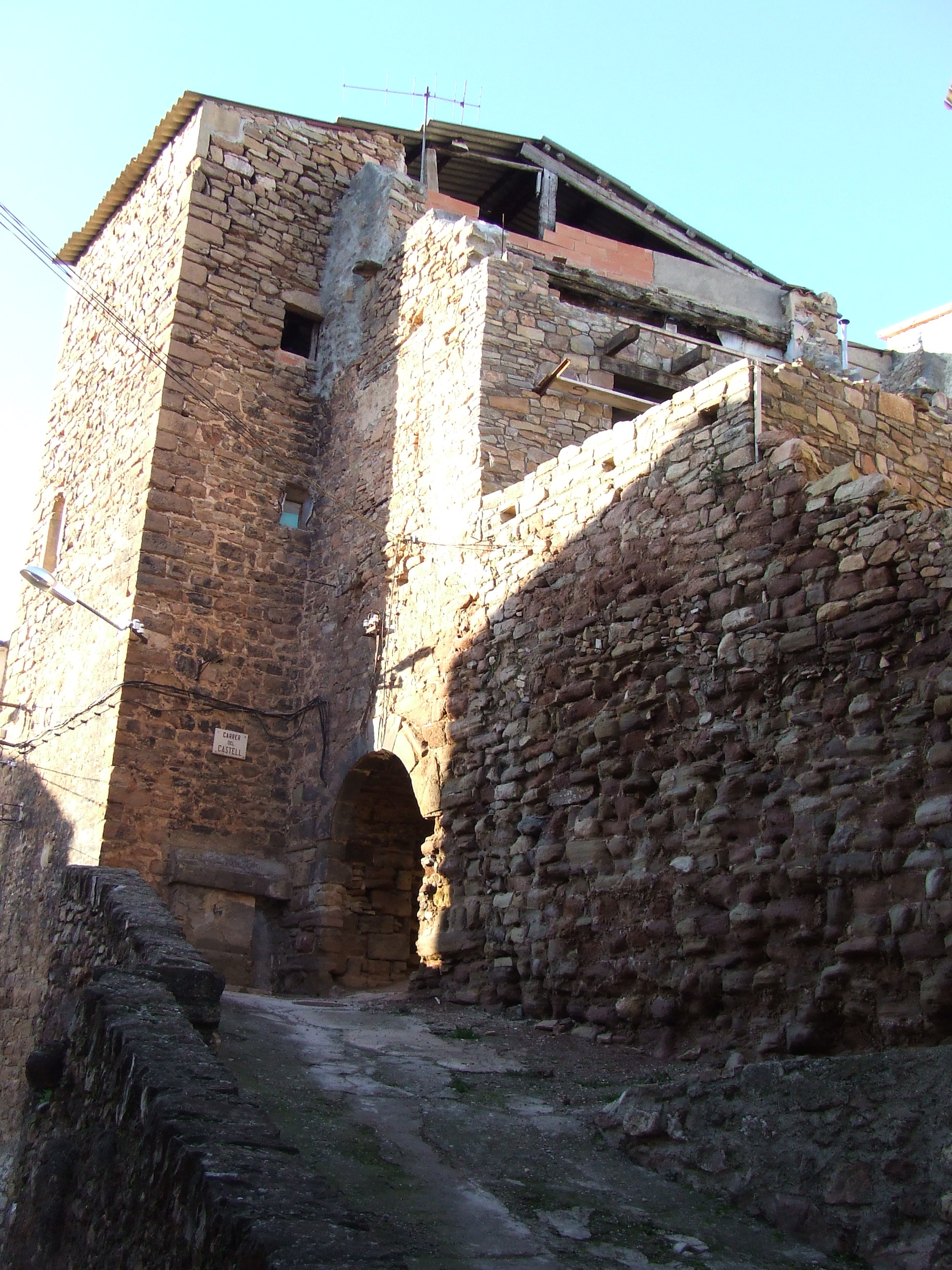
Portal d'accés al castell, des de fora
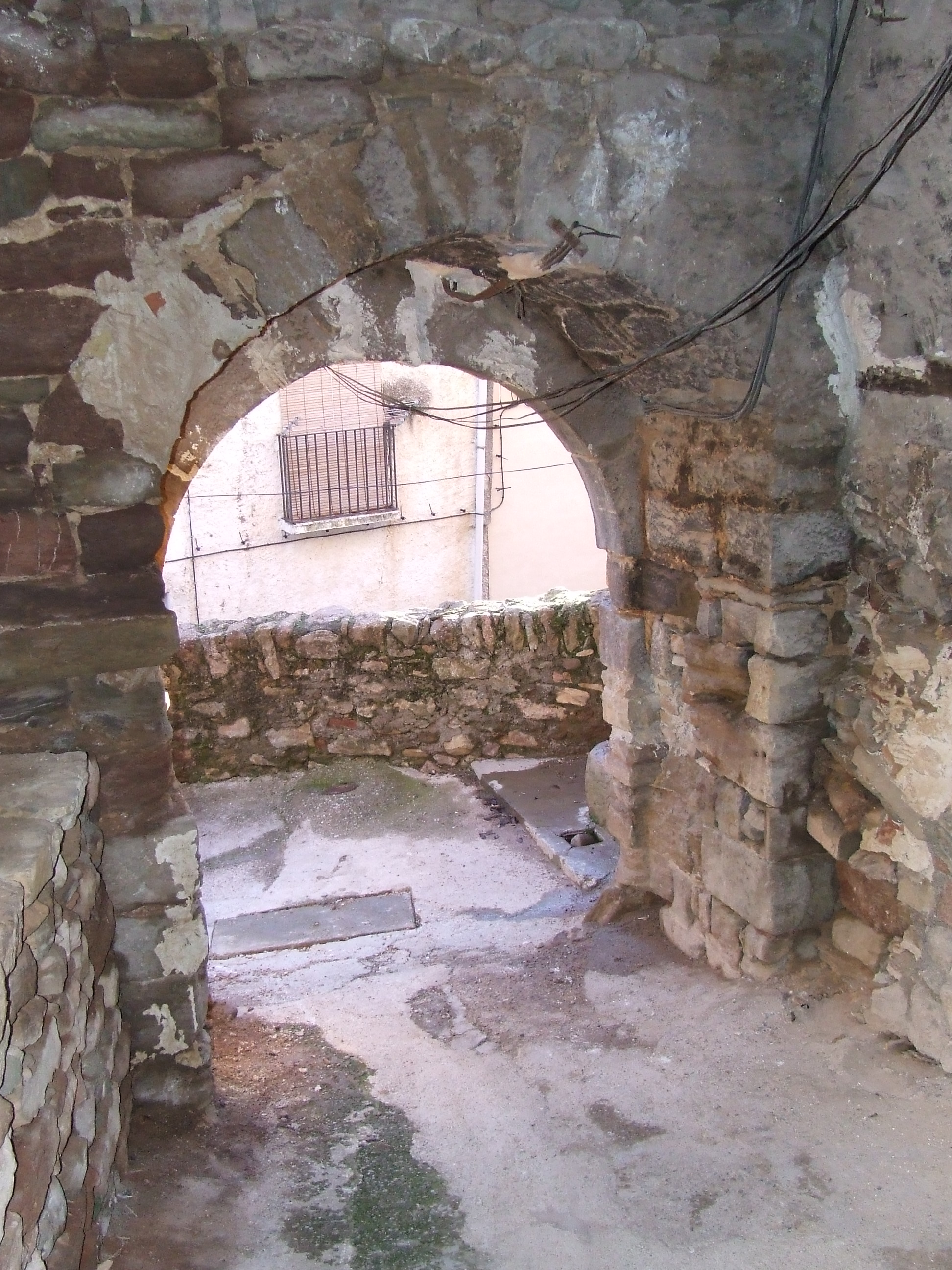
Portal d'accés al castell, des de dins